# 內政部警政署保安警察第二總隊
內政部警政署保安警察第二總隊，簡稱保二總隊，為隸屬於內政部警政署的保安警察單位，執掌為維護國營事業機構及科學工業園區安全，總隊部位於新北市新店區。

## 沿革[2]
- 1947年9月16日，行政院資源委員會成立臺灣工礦警察總隊，受內政部警察總署指揮監督，並在臺北市寧夏路86號設立辦公室。同年10月8日，舉行成立大會。
- 1949年11月17日，因應軍事需要及配合實施警政一元化政策，奉東南軍政長官公署令，改組整編為臺灣省保安警察第二總隊，並改隸臺灣省政府，兼受臺灣省保安司令部及資源委員會指揮監督。
- 1951年5月，改隸臺灣省警務處，兼受資源委員會之指揮監督。
- 1952年4月16日，臺灣省政府公布《臺灣省保安警察第二總隊組織規程》，律定主要任務為掌理國營、省營、國省合營生產事業機構財產、設備之護衛業務。
- 1953年，資源委員會縮編為中華民國經濟部國營事業司，臺灣省保安警察第二總隊隨之改為兼受經濟部指揮監督。
- 1957年9月16日，奉中華民國國防部令，臺灣省保安警察第二總隊改隸臺灣省警務處。
- 1990年1月1日，奉行政院核准依《內政部警政署保安警察組織通則》規定，臺灣省保安警察第二總隊改隸內政部警政署，改組整編為內政部警政署保安警察第二總隊，並兼受經濟部指揮。
- 1992年6月，內政部警政署保安警察第二總隊派駐臺灣糖業公司警力全部撤離。
- 2003年1月1日，內政部警政署成立保護智慧財產權警察大隊，承接經濟部查禁仿冒商品小組業務。
- 2003年1月16日，因應中國石油公司警力撤離案，內政部警政署保安警察第二總隊編制自「五大隊十七中隊」減為「四大隊十三中隊」。
- 2004年，內政部警政署保安警察第二總隊裁減派駐經濟部部長官邸警力。
- 2004年11月1日，內政部警政署保安警察第二總隊成立第五大隊（保護智慧財產權警察大隊），大隊下設三個中隊。
- 2005年1月1日，內政部警政署保安警察第二總隊第五大隊（保智大隊）改制為第一大隊。
- 2006年，內政部警政署保安警察第二總隊裁減花蓮水力發電廠等21單位警力，新增龍潭科學園區等4單位警力。
- 2007年，內政部警政署保安警察第二總隊裁減派駐大甲溪發電廠谷關分廠警力。
- 2014年1月1日，內政部警政署保安警察第二總隊第一大隊（保智大隊）改制為刑事警察大隊。
- 2023年5月10日媒體報導，保二總隊將新進駐北中南共48處關鍵基礎設施，並預估增員1478名[3]。

## 歷任總隊長[4]
| 任 別 | 姓 名  | 任職期間                      | 備 註                                                                                       |
| ----- | ------ | ----------------------------- | ------------------------------------------------------------------------------------------- |
| 1     | 龍次雲 | 1949年11月17日－1956年7月21日 | 字似仁，湖南湘陰人，黃埔軍校第4期步科 原任內政部警察總署第二處少將處長 後任臺灣省警務處技正 |
| 2     | 李 樺  | 1956年8月16日－1963年3月1日   | 字介崙，湖南長沙人，黃埔軍校第5期 原任國防部高參室高參                                      |
| 3     | 劉樹梓 | 1963年3月1日－1964年7月18日   | 湖北沔陽人，黃埔軍校第5期政治科 原任國防部坿員 後任臺北市警察局局長                         |
| 4     | 謝晉驤 | 1964年7月18日－1965年7月21日  | 中央警官學校特警班1期 原任嘉義縣警察局局長 後任臺灣省警察學校教育長                         |
| 5     | 潘玉峋 | 1965年7月21日－1976年7月1日   | 中央警官學校正科2期，任期最長的總隊長（11年） 原任高雄市警察局局長 後任內政部警政署專門委員 |
| 6     | 王曜臨 | 1976年7月7日－1977年11月1日   | 中央警官學校特警班5期 原任高雄市警察局局長 任內病故                                         |
| 7     | 劉林華 | 1978年7月6日－1982年12月1日   | 中央警官學校特警班2期 原任中央警官學校教育長                                                |
| 8     | 李本坤 | 1982年12月1日－1985年11月1日  | 中央警官學校正科7期 原任臺灣省保安警察第三總隊總隊長                                        |
| 9     | 周德標 | 1985年12月1日－1989年12月16日 | 中央警官學校正科18期 原任臺北市政府警察局副局長                                             |
| 10    | 盧毓鈞 | 1989年12月16日－1990年8月23日 | 中央警官學校正科22期 原任鐵路警察局局長 後任刑事警察局局長、內政部警政署署長                |
| 11    | 馬鑫昌 | 1990年8月23日－1992年10月1日  | 中央警官學校正科17期 原任保安警察第三總隊總隊長                                             |
| 12    | 別棟甫 | 1992年10月1日－1993年1月16日  | 中央警官學校正科22期 原任保安警察第七總隊總隊長 後任臺中縣政府警察局局長                    |
| 13    | 張連生 | 1993年1月16日－1995年4月10日  | 中央警官學校正科22期 原任臺中縣政府警察局局長 後任航空警察局局長                            |
| 14    | 劉慶濬 | 1995年4月10日－1996年6月18日  | 中央警官學校正科22期 原任臺北市政府警察局副局長 後任內政部警政署主任秘書                    |
| 15    | 魏 境  | 1996年7月19日－1999年7月16日  | 中央警官學校正科22期 原任臺北市政府警察局副局長                                             |
| 16    | 梁建銘 | 1999年11月1日－2007年7月16日  | 中央警官學校正科32期 原任內政部警政署公共關係室主任                                         |
| 17    | 何正成 | 2007年12月5日－2008年2月18日  | 中央警官學校正科38期 原任內政部警政署人事室主任 後任內政部警政署主任秘書                    |
| 18    | 于建中 | 2008年10月3日－2009年3月31日  | 中央警官學校正科38期 原任鐵路警察局局長                                                     |
| 19    | 黃榮清 | 2009年7月1日－2013年8月30日   | 中央警官學校正科42期 原任內政部警政署保防室主任 後任保安警察第三總隊總隊長                  |
| 20    | 陳家欽 | 2013年8月30日－2015年1月15日  | 中央警官學校正科45期 原任高雄市政府警察局副局長 後任高雄市政府警察局局長、內政部警政署署長  |
| 21    | 鍾國文 | 2015年2月1日－2016年8月1日    | 中央警官學校正科45期 原任新北市政府警察局副局長 後任內政部警政署警政委員                    |
| 22    | 蔡蒼柏 | 2016年8月1日－2017年10月2日   | 中央警官學校正科45期 原任新北市政府警察局副局長 後任內政部警政署主任秘書                    |
| 23    | 劉章遠 | 2017年11月6日－2022年1月16日  | 中央警官學校正科46期 原任新北市政府警察局副局長 後任內政部警政署警政委員                    |
| 24    | 廖訓誠 | 2022年1月17日－2022年7月17日  | 中央警官學校正科54期 原任嘉義縣警察局局長 後任內政部警政署警政委員                          |
| 25    | 顏旺盛 | 2022年7月18日－2023年1月16日  | 中央警官學校正科51期 原任桃園市政府警察局副局長 後任內政部警政署督察室主任                  |
| 26    | 林建宏 | 2023年1月16日－現任           | 中央警官學校正科56期 原任桃園市政府警察局副局長                                             |

## 組織編制

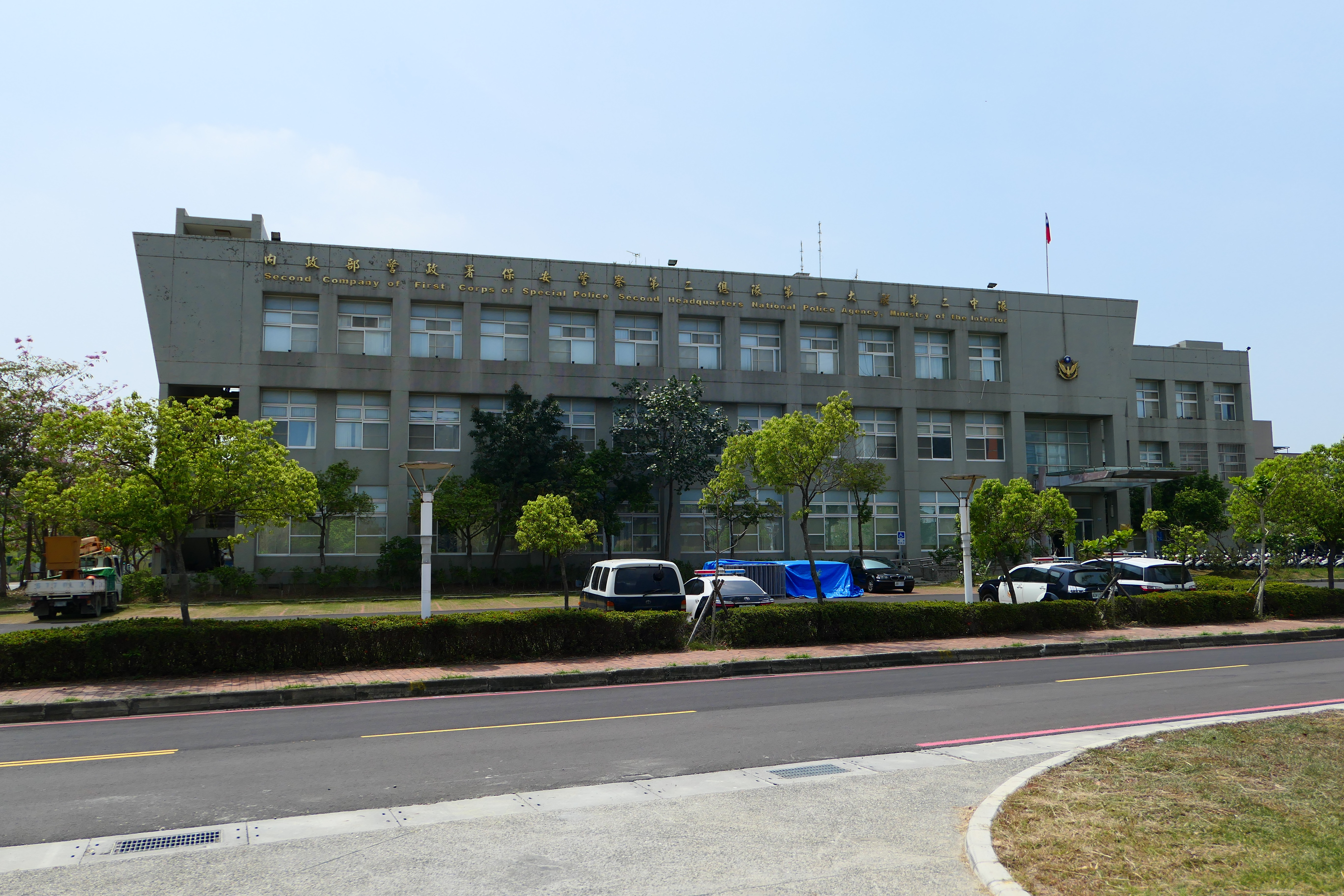
內政部警政署保安警察第二總隊第一大隊第二中隊隊部

#### 總隊部
- 總隊長（1人，警監）
  - 副總隊長（2人，警正或警監）
  - 主任秘書（1人，警正或警監）
  - 督察長（1人，警正）
  - 科長（3(1)人，警正）
  - 主任（2人，警正）
    - 大隊長（4人，警正）
    - 督察（5人，警正）
    - 秘書（4人，警正）
    - 副大隊長（8人，警正）
    - 警務正（45人，警正）
    - 督察員（9人，警正）
    - 中隊長（16人，警正）
    - 副中隊長（16人，警佐或警正）
    - 保防管理員（4人，警佐或警正）
    - 警務員（59人，警佐或警正）
    - 分隊長（60人，警佐或警正）
    - 技士（2人，委任第五職等或薦任第六職等至第七職等）
      - 小隊長（254人，警佐或警正）
      - 警務佐（52人，警佐或警正）
      - 偵查佐（120人，警佐或警正）
      - 技佐（5人，委任第四職等至第五職等）（內2人得列薦任第六職等）
      - 警員（2,370人，警佐）
      - 辦事員（32人，委任第三職等至第五職等）
      - 書記（15人，委任第一職等至第三職等）

#### 人事室
- 主任（1人，薦任第八職等至第九職等）
  - 專員（2人，薦任第七職等至第八職等）
  - 科員（12人，委任第五職等或薦任第六職等至第七職等）

#### 主計室
- 主任（1人，薦任第八職等至第九職等）
  - 專員（2人，薦任第七職等至第八職等）
  - 科員（12人，委任第五職等或薦任第六職等至第七職等）

#### 業務單位
- 警務科
- 督察科
- 後勤科
- 秘書室
- 勤務指揮中心
- 人事室
- 主計室
- 資訊室（任務編組）

#### 勤務單位
- 第一大隊（新北市）[8]
  - 第一中隊
  - 第二中隊
  - 第三中隊
  - 機動中隊
- 第二大隊（苗栗縣）
  - 第一中隊
  - 第二中隊
  - 第三中隊
  - 機動中隊
- 第三大隊（台中市）
  - 第一中隊
  - 第二中隊
  - 第三中隊
  - 機動中隊
- 第四大隊（高雄市）
  - 第一中隊
  - 第二中隊
  - 第三中隊
  - 機動中隊

## 外部連結
- 內政部警政署保安警察第二總隊全球資訊網 （页面存档备份，存于）
- 保二警尚讚的Facebook專頁
- 保二總隊長室的Facebook專頁
- YouTube上的內政部警政署保安警察第二總隊頻道